# Messier 46
Messier 46 (také M46 nebo NGC 2437) je otevřená hvězdokupa v souhvězdí Lodní zádě s magnitudou 6,1. Objevil ji Charles Messier 19. února 1771.

## Pozorování

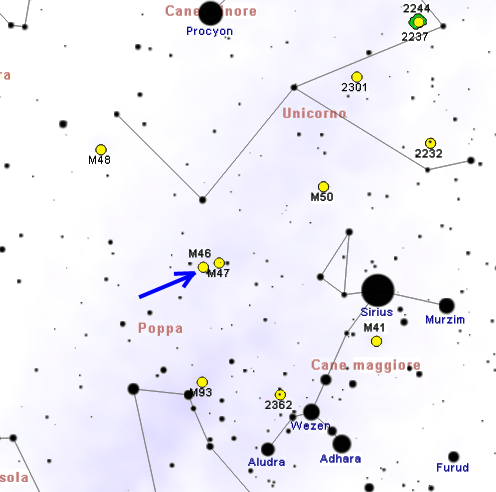
Poloha M 46 v souhvězdí Lodní zádě.

M46 se nachází v severní části souhvězdí a v její blízkosti se nenachází žádné výrazné hvězdy. Za zmínku stojí pouze dvojhvězda 2 Puppis (dříve 2 Argus Navis), která je 6. magnitudy. Nejvýraznějším objektem v její blízkosti tak zůstává otevřená hvězdokupa M47, která leží 1,5° západně od ní. Hvězdokupa je dobře viditelná i triedrem, pomocí kterého je možné rozeznat v ní několik jednotlivých hvězd. Pomocí dalekohledu o průměru 150 až 200 mm je možné ji zcela rozložit na jednotlivé hvězdy a je možné zahlédnout i její největší zajímavost, tedy planetární mlhovinu NGC 2438, která se na hvězdu promítá při pohledu ze Země.
M46 se nachází na jižní nebeské polokouli, ale její deklinace je dostatečně nízká na to, aby byla pozorovatelná ze všech obydlených oblastí Země. Nejvhodnější období pro její pozorování na večerní obloze je od ledna do dubna.

## Historie pozorování
Charles Messier tuto hvězdokupu objevil 19. února 1771 a popsal ji takto: "Kupa maličkých hvězd mezi hlavou Velkého psa a zadníma nohama Jednorožce. Její poloha byla určena pomocí hvězdy 2 Navis (2 Puppis), která je podle Flamsteeda 6. magnitudy. Hvězdy jsou viditelné pouze dobrým dalekohledem. Hvězdokupa obsahuje slabou mlhovinu." Podobně jako u několika dalších Messierových objektů, i tento byl zapsán s chybnými souřadnicemi a byl tak jedním ze ztracených objektů, dokud nebyl v roce 1959 znovu objeven. Po Messierovi hvězdokupu pozorovali a popsali další astronomové, jako například admirál Smyth a Thomas William Webb.

## Vlastnosti
Hvězdokupa je od Země vzdálená okolo 5 400 ly a její věk se odhaduje na 250 milionů let. Obsahuje okolo 500 hvězd, z nichž 150 má zdánlivou hvězdnou velikost v rozsahu 10 až 13. Úhlová velikost hvězdokupy je 27' a její skutečný průměr je 30 ly. Měřením jejího rudého posuvu bylo zjištěno, že se od Země vzdaluje rychlostí 41,4 km/s.
Zajímavou vlastností této hvězdokupy, jak bylo zmíněno výše, je planetární mlhovina NGC 2438, která se na hvězdokupu promítá. Vypadá, jako by ležela uvnitř hvězdokupy, ale ve skutečnosti leží poněkud blíže k Zemi než M46. Vzdálenost této mlhoviny se odhaduje na 2 900 ly a při pohledu ze Země se na hvězdokupu pouze promítá díky perspektivě.